# Zavon Hines
Zavon Hines (1988. december 27., Jamaica) jamaicai labdarúgó, aki jelenleg a West Ham Unitedben játszik, csatárként.

## Pályafutása

### West Ham United
Hines London keleti részén nőtt fel, és a West Ham Unitedben kezdett futballozni. Az ifi- és a tartalékcsapatban is megfordult. A tartalékok között figyelt fel rá a Coventry City menedzsere, Chris Coleman.
A Burynél próbajátékon is részt vett, de végül kölcsönben a Coventryhez igazolt, 2007 . március 27-én. A 9-es számú mezt viselte az Égszínkékeknél. Március 29-én, a Plymouth Argyle ellen mutatkozott be a csapatban. Első gólját április 1-jén, a Sheffield Wednesday elleni bajnokin szerezte.
2008. augusztus 27-én debütált a West Hamben, egy Macclesfield Town elleni Ligakupa-meccsen, és gólt is szerzett. A 2008/09-es szezon nagy részét ki kellett hagynia térdsérülése miatt. 2009 márciusában 2010-ig meghosszabbította a szerződését a klubbal.

## Válogatott
Hinest 2009. február 10-én behívták a jamaicai válogatottba, a Nigéria elleni meccsre. Végig a kispadon ült, a találkozó 0-0-s végeredménnyel zárult.

## Külső hivatkozások
- Zavon Hines pályafutásának statisztikái a Soccerbase oldalon (angolul)

- Zavon Hines adatlapja a West Ham United honlapján